# Federico Elduayen
Federico Elduayen, vollständiger Name Federico Martín Elduayen Saldaña, (* 25. Juni 1977 in Fray Bentos) ist ein ehemaliger uruguayischer Fußballspieler.

## Karriere

### Verein
Der auf der Torwartposition eingesetzte Elduayen gehörte ab 1998 bis 2005 zum Kader des montevideanischen Vereins Club Atlético Peñarol, für dessen Mannschaft er sechs Jahre in der höchsten uruguayischen Spielklasse auflief. Der Torhüter gewann mit Peñarol in den Jahren 1999 und 2003 jeweils die uruguayische Meisterschaft. Im Jahr 2005 nahm ihn der chilenische Verein CD Universidad de Concepción unter Vertrag. Er war insgesamt fast fünf Jahre für den Verein aktiv, für den er in der Primera División auflief. 2008/09 gewann seine Mannschaft die Copa Chile. Zu Beginn des Jahres 2010 unterzeichnete Elduayen beim Ligakonkurrenten CD O’Higgins. Dort absolvierte er im Jahr 2010 28 Ligaspiele. Anschließend stand er in der Clausura 2011 im Kader Unión Españolas und lief in 13 Begegnungen der Primera División auf. Von Ende Mai 2012 bis Anfang September 2013 stand er beim bolivianischen Erstligisten Universitario de Sucre unter Vertrag und absolvierte 36 Meisterschaftsspiele in der ersten Liga Boliviens. Anschließend wechselte er innerhalb Boliviens zu Guabirá. Dort bestritt er in der Saison 2013/14 36 Partien in der Liga. Ein angedachter Wechsel im Januar 2015 zu Universitario de Sucre zerschlug sich, weil Guabirá auf Erfüllung des bis Juni 2015 währenden Vertrags bestand.

### Nationalmannschaft
Im Jahr 2002 erhielt Elduayen die ersten Nominierungen für die uruguayische Nationalmannschaft und debütierte schließlich am 21. Mai 2002 im Freundschaftsspiel gegen Singapur für die uruguayische Auswahl, als er zur zweiten Halbzeit eingewechselt wurde. Er wurde in den Kader für die Endrunde der Fußball-Weltmeisterschaft 2002 berufen, jedoch als Ersatztorwart hinter dem gesetzten Fabián Carini und dem zweiten Torhüter Gustavo Munúa nicht eingesetzt. Die Mannschaft schied als Gruppendritter mit zwei Punkten aus dem Turnier aus.

## Erfolge
- 2× Uruguayischer Meister: 1999, 2003
- Copa Chile: 2008/09